# مساكن (ولاية سوسة)
مساكن هي مدينة تونسية تابعة لولاية سوسة.

## المناخ
المناخ متوسط الاعتدال وكميات الأمطار بين 250 و 400 مم وهي كافية لبعض زراعات الحبوب ونمو الأشجار المثمرة مثل الزيتون واللوز والمشمش وغيره.
والمائدة المائية بالمنطقة قليلة الأهمية والآبار الموجودة عميقة ولا تتميز بالعذوبة الكاملة.
وتتوسط مساكن شبكة من الطرقات البرية ويمر عبرها الطريق الرئيسي رقم واحد والطريق السيارة والسكة الحديدية وهي قريبة جدا من مطار المنستير وميناء سوسة.

## السكان
تعد مساكن حوالي 110 ألف ساكن منهم 40 ألف مقيم بالخارج ويتواجدون خاصة بفرنسا. وتنقسم معتمدية مساكن إلى 10 عمادات ولها قرى تابعة لها إداريا هي
- المسعدين
- الكنايس
- بني كلثوم
- البرجين
- الموردين
- بني ربيعة
- الفرادة.

## التاريخ
يرجع تأسيس المدينة إلى العهد الحفصي، ومن الأرجح أن يكون ذلك في القرن السابع الهجري أي القرن الثالث عشر الميلادي، فهي مدينة إسلامية ناشئة تضخمت في العصر الحديث. وكانت المدينة تحمل اسم مساكن الأشراف ثم صارت تحمل اسم مساكن فقط.

## التاريخ الثقافي للمدينة
تعرف المدينة بأنها مدينة المساجد والقرآن. ونجد فيها في الوقت الحاضر ما لا يقل عن خمسين مسجدا وجامعا كما نجد فيها عددا من الكتاتيب وجمعا من حفاظ القرآن. وظاهرة تحفيظ القرآن قديمة ومعروفة في الآفاق. وقد أكد تأسيس مدرسة الشيخ علي بن خليفة في آخر القرن 17 م هذه الأهمية.
يوجود بالمدينة ما لايقل عن 50 مقراً للأولياء والصالحين وكذلك وجود زوايا كانت تُقرأ فيها أذكار كبار المتصوفين كزاوية سيدي عبد السلام (الأسمر) وزاوية سيدي أبي الحسن الشاذلي.

## الرياضة
المدينة مقر لفريق الهلال الرياضي بمساكن الذي ينشط في الرابطة التونسية المحترفة الثانية لكرة القدم.

## شخصيات من المدينة
- إبراهيم باباي
- محمد بن تركية
- علي بن خليفة
- محي الدين بن خليفة،
- الدهماني البوجي
- عبد العزيز حشيشة،
- جليلة حفصية،
- الشاذلي أنور خماجة،
- عبد المجيد رزق الله،
- الحبيب الشطي،
- محمد الصادق الشطي،
- محمد القزاح،
- حسن المقرون،
- محمد بن للونة
- علي مصباح